# Martin Davis (tennista)
Martin Davis (San Jose, 15 novembre 1958) è un ex tennista statunitense.

## Carriera
In carriera ha vinto 4 titoli in singolare e 4 titoli di doppio. Nei tornei del Grande Slam ha ottenuto il suo miglior risultato agli Australian Open raggiungendo le semifinali di doppio nel 1988 e nel 1989, entrambe in coppia con l'australiano Brad Drewett, e di doppio misto nel 1988, in coppia con l'olandese Marianne van der Torre.

## Statistiche

### Singolare

#### Vittorie (4)
| Numero | Anno              | Torneo                      | Superficie | Avversario in finale | Punteggio     |
| 1.     | 14 agosto 1983    | ATP Cleveland, Cleveland    | Cemento    | Matt Mitchell        | 6-3, 6-2      |
| 2.     | 30 settembre 1984 | Hawaiian Open, Honolulu     | Cemento    | David Pate           | 6-1, 6-2      |
| 3.     | 22 giugno 1985    | Bristol Open, Bristol       | Erba       | Glenn Layendecker    | 4-6, 6-3, 7-5 |
| 4.     | 27 ottobre 1985   | Melbourne Indoor, Melbourne | Sintetico  | Paul Annacone        | 6-4, 6-4      |

### Singolare

#### Finali perse (2)
| Numero | Anno           | Torneo                           | Superficie | Avversario in finale | Punteggio     |
| 1.     | 12 agosto 1984 | ATP Cleveland, Cleveland         | Cemento    | Terry Moor           | 6-3, 6-7, 2-6 |
| 2.     | 9 ottobre 1988 | Brisbane International, Brisbane | Cemento    | Tim Mayotte          | 4-6, 4-6      |

### Doppio

#### Vittorie (4)
| Numero | Anno              | Torneo                              | Superficie  | Compagno     | Avversari in finale            | Punteggio     |
| 1.     | 1º marzo 1981     | Mexico City Open, Città del Messico | Terra rossa | Chris Dunk   | John Alexander Ross Case       | 6-3, 6-4      |
| 2.     | 13 ottobre 1985   | Brisbane International, Brisbane    | Sintetico   | Brad Drewett | Bud Schultz Ben Testerman      | 6-2, 6-2      |
| 3.     | 10 gennaio 1988   | Heineken Open, Auckland             | Cemento     | Tim Pawsat   | Sammy Giammalva, Jr. Jim Grabb | 6-3, 3-6, 6-4 |
| 4.     | 24 settembre 1989 | Countrywide Classic, Los Angeles    | Cemento     | Tim Pawsat   | John Fitzgerald Anders Järryd  | 7-5, 7-6      |

### Doppio

#### Finali perse (8)
| Numero | Anno              | Torneo                                     | Superficie  | Compagno     | Avversari in finale              | Punteggio     |
| 1.     | 9 novembre 1981   | Hong Kong Open, Hong Kong                  | Cemento     | Brad Drewett | Chris Dunk Chris Mayotte         | 4-6, 6-7      |
| 2.     | 26 settembre 1982 | Pacific Coast Championships, San Francisco | Sintetico   | Chris Dunk   | Fritz Buehning Brian Teacher     | 7-6, 2-6, 5-7 |
| 3.     | 12 agosto 1984    | ATP Cleveland, Cleveland                   | Cemento     | Chris Dunk   | Francisco González Matt Mitchell | 6-7, 5-7      |
| 4.     | 1º novembre 1987  | Hong Kong Open, Hong Kong                  | Cemento     | Brad Drewett | Mark Kratzmann Jim Pugh          | 7-6, 4-6, 2-6 |
| 5.     | 18 giugno 1988    | Bristol Open, Bristol                      | Erba        | Tim Pawsat   | Peter Doohan Laurie Warder       | 6-2, 4-6, 5-7 |
| 6.     | 16 ottobre 1988   | Australian Indoor Championships, Sydney    | Cemento     | Brad Drewett | Darren Cahill John Fitzgerald    | 3-6, 2-6      |
| 7.     | 13 novembre 1988  | Wembley Championship, Wembley              | Sintetico   | Brad Drewett | Ken Flach Robert Seguso          | 5-7, 2-6      |
| 8.     | 20 maggio 1990    | Internazionali d'Italia, Roma              | Terra rossa | Jim Courier  | Sergio Casal Emilio Sánchez      | 6-7, 5-7      |